# Всеволод Ольгович
Все́волод О́льгович (в крещении Кирилл; ок. 1094 — 1 августа 1146) — князь северский (1115—1127), черниговский (1127—1139), великий князь Киевский (1139—1146).

## Черниговское княжение
Всеволод был старшим сыном князя Олега Святославича. В 1111 году он вместе с другими князьями принимал участие в походе на половцев.
В 1127 году Всеволод выгнал из Чернигова своего дядю Ярослава и убедил своего тестя, великого князя Киевского Мстислава Великого, не вмешиваться в конфликт и отдал ему Курск и Посемье. Так черниговские князья утратили контроль над муромо-рязанской землёй.
Когда на киевский стол сел Ярополк Владимирович, Всеволод воспользовался вспыхнувшей в 1134 году войной между сыновьями Владимира Мономаха и их племянниками — сыновьями Мстислава. Заключив союз с последними и опираясь на половцев, Всеволод развязал войну против великого князя, требуя вернуть Курск и Посемье. В 1135 году войска Ярополка были разбиты Всеволодом в верховьях реки Супоя. По заключённому миру Всеволод возвратил под власть черниговских князей Курск и Посемье. Усиление могущества Ольговичей стало одной из причин того, что в 1136 году новгородцы пригласили княжить к себе брата Всеволода Святослава Ольговича, изгнав князя Всеволода Мстиславича, внука Мономаха. Именно с этого времени Новгород стал фактически независимой феодальной республикой, хотя на первых порах новгородцам не раз приходилось идти на уступки.

## Киевское княжение
Всеволод поднял очередной мятеж против Ярополка в 1138 году, после того как Новгород выгнал Святослава Ольговича и принял сына Юрия Долгорукого. Однако Ярополк собрал против Чернигова внушительную коалицию, объединив Мономашичей и Мстиславичей, а также войска галицких и полоцких князей; войска в помощь Ярополку прислал венгерский король Бела II. Только осада Чернигова этой мощной армией заставила Всеволода Ольговича подчиниться. Но в феврале 1139 год Ярополк умер, и спустя месяц его брат Вячеслав был без труда свергнут черниговским князем.
Всеволод был искусным политиком и без труда сохранял трон, лавируя между Мстиславичами и Мономашичами, успешно играя на раздорах потомков Мономаха, опираясь на своих двоюродных братьев (сыновей Давыда Святославича), которым он передал Чернигов, и союз с половцами. Он ссорил сильных противников, а мелким князьям раздавал в управление города на окраинах Руси. При нём усилилась эксплуатация горожан, тиуны Ратша и Тудор разорили Киев и Вышгород.
В 1139 году Всеволод сделал брата, Святослава Ольговича, новгородским князем, однако в 1141 году тот предпочёл уехать из буйного Новгорода, где Юрий Долгорукий возвел на престол своего сына Ростислава. Это привело к войне (1142) между Всеволодом и Юрием, причем на стороне Юрия выступили родные братья Всеволода, а на стороне киевского князя — племянники Юрия: Изяслав Мстиславич Волынский и Ростислав Мстиславич Смоленский. Всеволод умиротворил братьев, раздав им несколько черниговских и волынских городов, а в Новгороде возвел на княжение Святополка Мстиславича. В 1143 году Изяслав Мстиславич стал князем Переяславля-Южного, отдав Волынь сыну Всеволода — Святославу (которого отец женил на дочери Василька Полоцкого).
В 1144 году Всеволод совершил поход против галицкого князя Владимира (Владимирко) Володаревича с полками Чернигова, Переяславля, Смоленска, Турова и Волыни; на его стороне выступил польский князь Владислав II, а на стороне Владимирко — венгерский король Геза II. Владимирко потерпел поражение и был вынужден заплатить большую контрибуцию (1400 гривен). В 1145 году войска Ольговичей во главе с киевским князем совершили победоносный поход в Польшу — против Болеслава IV, свергнувшего Владислава II. В результате Болеслав был вынужден выделить удел Владиславу, а польский город Визна отошёл к Киевской Руси.
В 1146 году возобновилась война с Галичем; Всеволод безуспешно осаждал Звенигород, вернулся в Киев и умер 1 августа, назначив наследником своего брата Игоря Ольговича. Однако утвердиться в Киеве северским князьям не удалось: киевляне были недовольны тем, что их передали по наследству, Изяслав Мстиславич из Переяславля вскоре перешёл Днепр, вступил в Киев и занял престол. В следующем году Игорь Ольгович был убит киевлянами.

## Семья
Примерно в 1126 году или в 1127 году женился на дочери Мстислава Великого — княжне Агафье (Марии) Мстиславне (ум.1179/1181).
Дети:
- Святослав Всеволодович (ок. 1123—1194), князь Владимиро-Волынский (1141-46), Туровский (1142, 1154), Новгород-Северский (1157-64), Черниговский (1164-77), Киевский (1174, 1177-80, с 1182)
- Ярослав Всеволодович (1139—1198), князь черниговский (с 1177)
- Анна; муж: Иван Василькович (ум. 1141), князь Галицкий — гипотеза о таком браке была высказана Р. В. Зотовым на основании данных В. Н. Татищева и поддержана Н. А. Баумгартеном[6]
- Звенислава-Анастасия Всеволодовна (ум. между 1155-60); муж. с 1142 Болеслав I (ум. 1201), князь Силезско-Вроцлавский
- Владимир[1] ? (ум.1201), князь черниговский (1198—1201)?